# Лук красивенький
Лук краси́венький или лук ми́ленький (лат. Allium bellulum) — многолетнее травянистое растение, вид рода Лук (Allium) семейства Луковые (Alliaceae).

## Распространение и экология
Редкое растение, в России встречающееся только в Тувинской котловине: по реке Дурген, в окрестностях озера Хадын, села Балгазын, посёлков Бажин-Алаак, Черби, Сесерлиг, городов Шагонар и Кызыл. За пределами России, возможно, произрастает на северо-западе Монголии и северо-востоке Казахстана (данные не вполне достоверные).
Произрастает в сухих каменистых степях (ксерофит).

## Ботаническое описание
Многолетнее луковичное растение высотой до 25 сантиметров. Корни многочисленные, шнуровидные. Луковицы узкие, цилиндрической формы, диаметром около 5 мм, с буроватыми мочалисто расщеплёнными оболочками, скучены по несколько штук на горизонтальном корневище, образуя дернину.
Листья в числе двух, узкие, нитевидные, полуцилиндрические, шириной около 0,5 мм, шероховатые по краю, собраны в прикорневую розетку.
Цветоносный стебель тонкий, ребристый, высотой до 20 см. Соцветие - полушаровидный малоцветковый зонтик с цветками на поникающих цветоножках, чехол втрое короче зонтика. Листочки околоцветника яйцевидные, тупые, тёмно-розового цвета, шириной 3,5—4,5 мм. Нити тычинок по длине равны околоцветнику (до 4,5 мм), при самом основании между собой и с околоцветником сросшиеся, внутренние расширены примерно до 2/3 высоты и здесь двузубчатые. Столбик не выдаётся из околоцветников.
Коробочка немного короче околоцветника.
Цветёт лук красивенький в июле, семена созревают в августе.

## Таксономия
Вид Лук красивенький входит в род Лук (Allium) семейства Луковые (Alliaceae) порядка Спаржецветные (Asparagales).
|  |                                      |  |                                                             |                                                             |                   |  | ещё 24 семейства (согласно Системе APG II) | ещё 24 семейства (согласно Системе APG II) |                      |  |  |  | ещё более 870 видов |
|  |                                      |  |                                                             |                                                             |                   |  | ещё 24 семейства (согласно Системе APG II) | ещё 24 семейства (согласно Системе APG II) |                      |  |  |  | ещё более 870 видов |
|  |                                      |  |                                                             | порядок Спаржецветные                                       |                   |  |                                            |                                            | род Лук              |  |  |  |                     |
|  |                                      |  |                                                             | порядок Спаржецветные                                       |                   |  |                                            |                                            | род Лук              |  |  |  |                     |
|  | отдел Цветковые, или Покрытосеменные |  |                                                             |                                                             | семейство Луковые |  |                                            |                                            | вид Лук красивенький |  |  |  |                     |
|  | отдел Цветковые, или Покрытосеменные |  |                                                             |                                                             | семейство Луковые |  |                                            |                                            |                      |  |  |  |                     |
|  |                                      |  | ещё 44 порядка цветковых растений (согласно Системе APG II) | ещё 44 порядка цветковых растений (согласно Системе APG II) |                   |  |                                            | ещё около 300 родов                        | ещё около 300 родов  |  |  |  |                     |
|  |                                      |  |                                                             | ещё 44 порядка цветковых растений (согласно Системе APG II) |                   |  |                                            |                                            | ещё около 300 родов  |  |  |  |                     |